# Louis Baril
Louis Baril, né le 16 mars 1896 à Nice et mort le 7 mars 1943 à Beyrouth (Liban), est un militaire français, spécialiste du renseignement. Son rôle est particulièrement sensible après l'armistice de 1940, où il participe au maintien d'une équipe de renseignement au sein de l'armée de Vichy. Il prépare, comme une partie de cette armée, la résistance et la revanche, malgré la politique de collaboration du général Pétain, devenu chef de l'État. Finalement muté en Afrique du Nord, il meurt dans un accident d'avion en se rendant au Liban.

## Biographie
Né en 1896 à Nice, il combat durant la Première Guerre mondiale au sein du 144e RI, du 17e RI et du 14e BCP. Il continue son parcours militaire, après la guerre, dans l'infanterie puis l'arme blindée, passe ensuite par l'École spéciale militaire de Saint-Cyr à partir de 1927, et l'École supérieure de guerre en 1930-1931.
Membre du deuxième Bureau à partir de 1932, il dirige la section allemande (section chargée du renseignement sur l'Allemagne), de ce bureau de l’état-major de l’armée, presque sans discontinuer jusqu'en 1939. Ses rapports sur le réarmement outre-Rhin n'alarment malheureusement pas l'état-major, trop confiant. Devenu chef du 2e bureau du front Nord-Est, il est promu lieutenant-colonel en juin 1940, continuant son action de renseignement et participant également aux études sur Enigma côté français. 
Le 11 décembre 1940, il est nommé chef du 2e bureau de l'état-major de l'armée de terre. Il est alors en contact avec les différents mouvements de résistance, qu'il soutient, au sein de cette armée de Vichy. Concernant son activité de renseignement, il se coordonne ainsi avec les équipes de contre-espionnage du colonel Rivet, organisées dans une structure officielle, qui en dissimule une autre, non officielle. La structure officielle est celle du Bureau des menées antinationales (BMA) , négociée avec les Allemands et ciblant théoriquement les Britanniques, les gaullistes et les communistes. Cette structure cache un service de contre-espionnage offensif, contre les espions de l'Axe, dirigé par le commandant Paillole, et camouflé dans une entreprise de Travaux Ruraux (TR). Au départ de leurs actions, Henri Frenay, Robert Guédon, Pierre de Froment, sont parrainés par le colonel Baril. Frenay et Paillole sont des amis proches de Baril. Louis Baril participe également à un discret Comité directeur de la résistance dans l'armée. À la suite de l'ouverture du front de l'Est par les Allemands (dans le cadre de l'opération Barbarossa) et à l'attaque des Japonais contre Pearl Harbor, il écrit à ses supérieurs sa conviction que les forces de l'Axe ne peuvent plus gagner le conflit, désormais mondial. Il annonce également la volonté du troisième Reich d'obliger des centaines de milliers de travailleurs français à participer en Allemagne à l'effort de guerre. Devenu gênant pour les partisans d'un rapprochement avec l’Allemagne, il est relevé de son poste en avril 1942 et éloigné de Vichy : il est muté en Afrique-du-Nord. 
En Afrique du Nord, il reçoit le commandement du 29e régiment de tirailleurs algériens. Avec les généraux Mast, de Monsabert, Béthouart et les colonels Magnan et Jousse, il participe à la préparation du débarquement américain en Afrique du Nord, début novembre 1942. Il accueille avec son régiment l’avant-garde américaine à Sidi-Ferruch, ce qui lui vaut d’être destitué,. Le 16 novembre, l'Opération Torch est terminée, et ce succès des Alliés marque un tournant. Réintégré et promu colonel le 20 novembre 1942 par l'amiral Darlan, il se voit confier la constitution d’un 2e bureau interallié.
Il meurt lors de l’atterrissage de son avion le 7 mars 1943 à Beyrouth (Liban). Le général Mast est blessé dans le même accident.

## Décoration
- Médaille de la Résistance française avec rosette à titre posthume (décret du 31 mars 1947)[11]